# 182gy busz (Budapest)
A budapesti 182-es (gyors 182-es) jelzésű autóbusz Kőbánya-Kispest és Pestszentimre, Benjamin utca között közlekedett. A vonalat a Budapesti Közlekedési Zrt. üzemeltette.

## Története
2002. május 15-én a kispesti Derkovits utca tehermentesítése miatt a 82-es és 82A viszonylatok közlekedési rendje megváltozott. 182-es és 182A jelzéssel új gyorsjáratok indultak, melyek ezt a környéket a Gyömrői úton elkerülték, így a járatok fele a Gyömrői úton át közlekedett. Az első hónapokban a gyorsjáratok nem csak a Gyömrői úti megállókat hagyták ki, hanem számos pestszentlőrinci kertvárosi megállót is, ahol így duplájára nőtt a várakozási idő. Ezért szeptember 2-ától a gyorsjáratokat megállították valamennyi megállóhelyen a Nefelejcs utcától kifelé.
2007. szeptember 3-án a 82-est 184-esre, a 182-est 284E-re, a 82A-t 182-esre, a 182A-t 282E-re változtatták és változatlan útvonalon közlekedtek tovább.

## Útvonala
| Pestszentimre, Benjamin utca felé | Kőbánya-Kispest felé |
| --- | --- |
| Kőbánya-Kispest vá. – Vak Bottyán utca – Sibrik Miklós úti felüljáró – Gyömrői út – Ráday Gedeon utca – Haladás utca – Petőfi utca – Gilice tér – Péterhalmi út – Kettős-Körös utca – Lőrinci út – Halomi út – Kisfaludy utca – Pestszentimre, Benjamin utca vá. | Pestszentimre, Benjamin utca vá. – Kisfaludy utca – Lőrinci út – Kettős-Körös utca – Péterhalmi út – Gilice tér – Petőfi utca – Haladás utca – Bessenyei György utca – Ráday Gedeon utca – Gyömrői út – Sibrik Miklós úti felüljáró – Vak Bottyán utca – Kőbánya-Kispest vá. |

## Megállóhelyei
| 0  | Kőbánya-Kispest végállomás                                     | 25 | 48, 51, 68, 82, 82A, 85, 85, 93, 98, 98, 136, 151, 182A, 193, Keresztúr, Reptér Helyközi buszok Kőbánya-Kispest | 48, 51, 68, 82, 82A, 85, 85, 93, 98, 98, 136, 151, 182A, 193, 200, Keresztúr Helyközi buszok Kőbánya-Kispest |
| 5  | Felsőcsatári út                                                | 20 | 17, 17, 19, 36, 95, 98, 98, Reptér                                                                              | 17, 17, 19, 36, 95, 98, 98, 200                                                                              |
| 6  | Nefelejcs utca (ma: Lőrinci temető)                            | 15 | Nem érintette                                                                                                   | 17, 80, 82, 82A, 93, 182A                                                                                    |
| 10 | Jókai Mór utca (↓) Gárdonyi Géza utca (↑) (ma: Regény utca)    | 13 | Nem érintette                                                                                                   | 82, 82A, 93, 183, 182A                                                                                       |
| 11 | Szarvas csárda tér                                             | 12 | 17, 80, 82, 82A, 93, 182A, 183, 193 50                                                                          | 17, 80, 82, 82A, 93, 182A, 183, 193 50                                                                       |
| 12 | Batthyány Lajos utca (↓) Wlassics Gyula utca (↑)               | 11 | 82, 82A, 182A, 183                                                                                              | 82, 82A, 182A, 183                                                                                           |
| 12 | Dobozi utca                                                    | 11 | Nem érintette                                                                                                   | 82, 82A, 182A, 183                                                                                           |
| 13 | Varjú utca                                                     | 10 | 82, 82A, 182A, 183                                                                                              | 82, 82A, 182A, 183                                                                                           |
| 16 | Obszervatórium                                                 | 9  | Nem érintette                                                                                                   | 82 |
| 18 | Kettős-Körös utca (↓) Péterhalmi út (↑) (korábban: Halmi-dűlő) | 4  | Nem érintette                                                                                                   | 82 |
| 19 | Lőrinci út (↓) Kettős-Körös utca (↑)                           | 6  | Nem érintette                                                                                                   | 82 |
| 20 | Szálfa utca                                                    | 5  | 82 | 82 |
| 21 | Törvény utca                                                   | 5  | 82 | 82 |
| 22 | Vezér utca                                                     | 4  | 82 | 82 |
| 23 | Nemes utca                                                     | 3  | 82, 193, Alacska                                                                                                | 35, 82, 84, 135, 254                                                                                         |
| 24 | Szigeti Kálmán utca                                            | 2  | 82 | 82, 84 |
| 25 | Kapocs utca                                                    | 1  | 82 | 82, 84 |
| 26 | Pestszentimre, Benjamin utca végállomás                        | 0  | 82 | 82 |